# Smokin' in the Boys Room
«Smokin' in the Boys Room» es una canción originalmente grabada por la banda Brownsville Station en 1973 incluida en su álbum Yeah!, alcanzando el #3 en las listas de EE. UU. Más tarde sería lanzada una versión por la banda de glam metal Mötley Crüe en 1985, la versión de los Crüe estuvo acompañada de un video de música conceptual apareciendo Michael Berryman como el director de la escuela. La canción es acerca de los estudiantes con la esperanza de evitar ser sorprendidos violando a su escuela de la prohibición de fumar por fumar cigarrillos en los baños de hombres. La canción también fue traducido al hebreo y versionada por T-Slam.

## Versión de Mötley Crüe
Lanzada como un sencillo en 1985, "Smokin' in the Boys Room" alcanzó el puesto #16 en el Billboard Hot 100 de EE. UU., y se convirtió en el primer éxito de Mötley Crüe en el Top 40.

## Lista de canciones
1. «Smokin' in the Boys Room»
2. «Use It or Lose It»

## Personal
- Vince Neil - Voz & armónica
- Mick Mars - Guitarra
- Nikki Sixx - Bajo
- Tommy Lee - Batería